# Pommernbukten

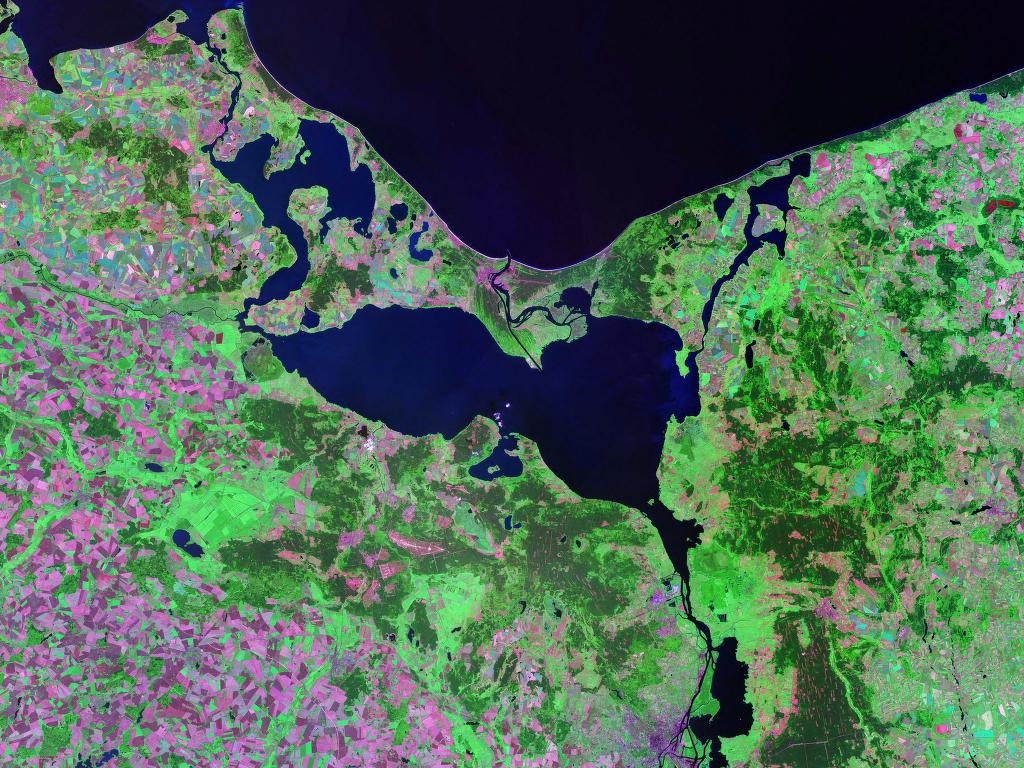
Satellittbilde av Stettiner Haff og Pommernbukten (i nord)

Pommernbukten (polska: Zatoka Pomorska; tyska: Pommersche Bucht) är en bukt i sydvästra Östersjön vid Polens och Tysklands kust. 
Söder om bukten ligger Stettiner Haff, där floden Oder mynnar ut, och mellan dessa två vattenområden ligger öarna Usedom/Uznam och Wolin där tre sund sammanbinder Pommernbukten och Stettiner Haff: Dziwna, Świna och Peenestrom. I väst ligger den tyska ön Rügen, och i norr den danska ön Bornholm.
Det största djupet i bukten är bara 20 meter och saliniteten är omkring 8 ‰. En djupare vattenväg har anlagts genom Pommernbukten från hamnen i Szczecin via floden Oder, Stettiner Haff och Świna, så att större skepp kan komma fram till hamnarna i Świnoujście och Szczecin.
De viktigaste hamnstäderna är:  
- Szczecin
- Świnoujście
- Dziwnów
- Usedom
- Wolgast